# Hulua pana
Hulua pana är en spindelart som beskrevs av Forster och Wilton 1973. Hulua pana ingår i släktet Hulua och familjen Desidae. Inga underarter finns listade i Catalogue of Life.